# Praskowja Parchomienko
| Odkryte planetoidy: 2 | Odkryte planetoidy: 2 |
| --------------------- | --------------------- |
| (1129) Neujmina       | 8 sierpnia 1929       |
| (1166) Sakuntala      | 27 czerwca 1930       |

Praskowja Gieorgijewna Parchomienko (ros. Прасковья Георгиевна Пархоменко, ur. w 1886, zm. w 1970) – radziecka astronom. W latach 1930–1940 zajmowała się obserwacją planetoid w obserwatorium w Simejiz na Krymie, odkrywając dwie nowe.
Nazwa planetoidy (1857) Parchomenko pochodzi od jej nazwiska.